# Det hände sig i Göteborg
Det hände sig i Göteborg är ett album med Musikgruppen KAL från 1999.

## Låtlista
1. Det hände sig i Göteborg (2:16)
2. Kom lustig Cammerater (3:33)
3. När vi kommer ut i en svarter natt (2:36)
4. Kalle Bram (2:09)
5. Ruben Ranzo (2:02)
6. Å supen ut, en dram på man (2:16)
7. En sjömansvisa från Kinakusten (2:02)
8. Det gingo tre flickor (2:39)
9. Å kom till mig på lördagskväll (1:41)
10. Me have got a flowerboat (2:23)
11. Med Kapten Kahl på skeppet Siska (3:22)
12. Den gamla briggen (2:49)
13. En sjöman seglar jorden runt (1:58)
14. Femhundra dagar (2:55)

## Medverkade musiker
- Malte Krook
- Bosse Andersson
- Christer Larsson
- Thorbjörn Johansson
- Leif "Pedda" Pedersen